# Lijst van bisschoppen en aartsbisschoppen van Maagdenburg

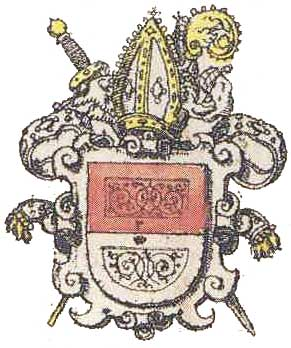
Wapen van het aartsbisdom Maagdenburg

Dit is de lijst van regenten, prins-bisschoppen of (protestantse) administratoren, van het Aartsbisdom Maagdenburg. :
- 968- 981: Adalbert
- 981-1004: Giselher
- 1004-1012: Tagino
- 1012-1012: Walthard
- 1012-1023: Gero van Wodenswegen
- 1023-1051: Hunfried
- 1051-1063: Engelhard
- 1063-1078: Werner van Steußlingen
- 1079-1102: Hartwig van Spanheim
- 1102-1107: Hendrik I van Asloe
- 1107-1119: Adalgot van Veltheim
- 1119-1125: Rüdiger (Roger)
- 1126-1134: Norbert van Gennep
- 1134-1142: Koenraad van Querfurt
- 1142-1152: Frederik
- 1152-1192: Wichman van Seeburg
- 1192-1205: Ludolf
- 1205-1232: Albrecht II van Käfernburg
- 1232-1235: Burchard I van Wohldenburg
- 1235-1253: Wilbrand van Käfernburg
- 1253-1260: Rudolf van Dingelstedt
- 1260-1266: Ruprecht van Querfurt
- 1266-1277: Koenraad van Sternberg
- 1277-1278: Günther I van Schwalenberg
- 1279-1282/3: Bernhard van Wölpe
- 1283-1295: Erik van Brandenburg
- 1296-1305: Burchard II van Blankenburg
- 1305-1307: Hendrik II van Anhalt
- 1307-1325: Burchard III van Schraplau
- 1325-1327: Heidenreich van Erpiz
- 1327-1361: Otto van Hessen
- 1361-1367: Diederik van Portitz, genaamd Kagelwit
- 1368-1371: Albrecht III van Sternberg
- 1371-1381: Peter
- 1381-1382: Lodewijk van Meißen
- 1382-1382: Frederik II van Hoym
- 1382-1403: Albrecht IV van Querfurt
- 1403-1445: Günther II van Schwarzburg
- 1445-1464: Frederik III van Beichlingen
- 1464-1475: Johan van Palts-Simmern
- 1476-1513: Ernst II van Saksen
- 1513-1545: Albrecht V van Brandenburg
- 1545-1550: Johan Albrecht van Brandenburg
- 1550-1552: Frederik IV van Brandenburg
- 1552-1556: Sigismund van Brandenburg
- 1556-1598: Joachim Frederik van Brandenburg (evangelisch administrator)
- 1598-1628(1631): Christiaan Willem van Brandenburg (evangelisch administrator; 1625-1627: ook administrator van Halberstadt)
- 1628-1680: August van Saksen-Weißenfels (evangelisch administrator)
- 1628-1635: Leopold Willem van Oostenrijk (katholiek aartsbisschop, zonder wijding)

## Vervolg
In 1680 werd het sticht geseculariseerd en als erfelijk Hertogdom Maagdenburg bij het keurvorstendom  Brandenburg gevoegd.
In 1994 richtte de Katholieke Kerk een nieuw bisdom Maagdenburg in, met als bisschoppen tot heden :
- 1994-2004: Leo Nowak
- 2005-   Gerhard Feige